# Michał Żarnecki

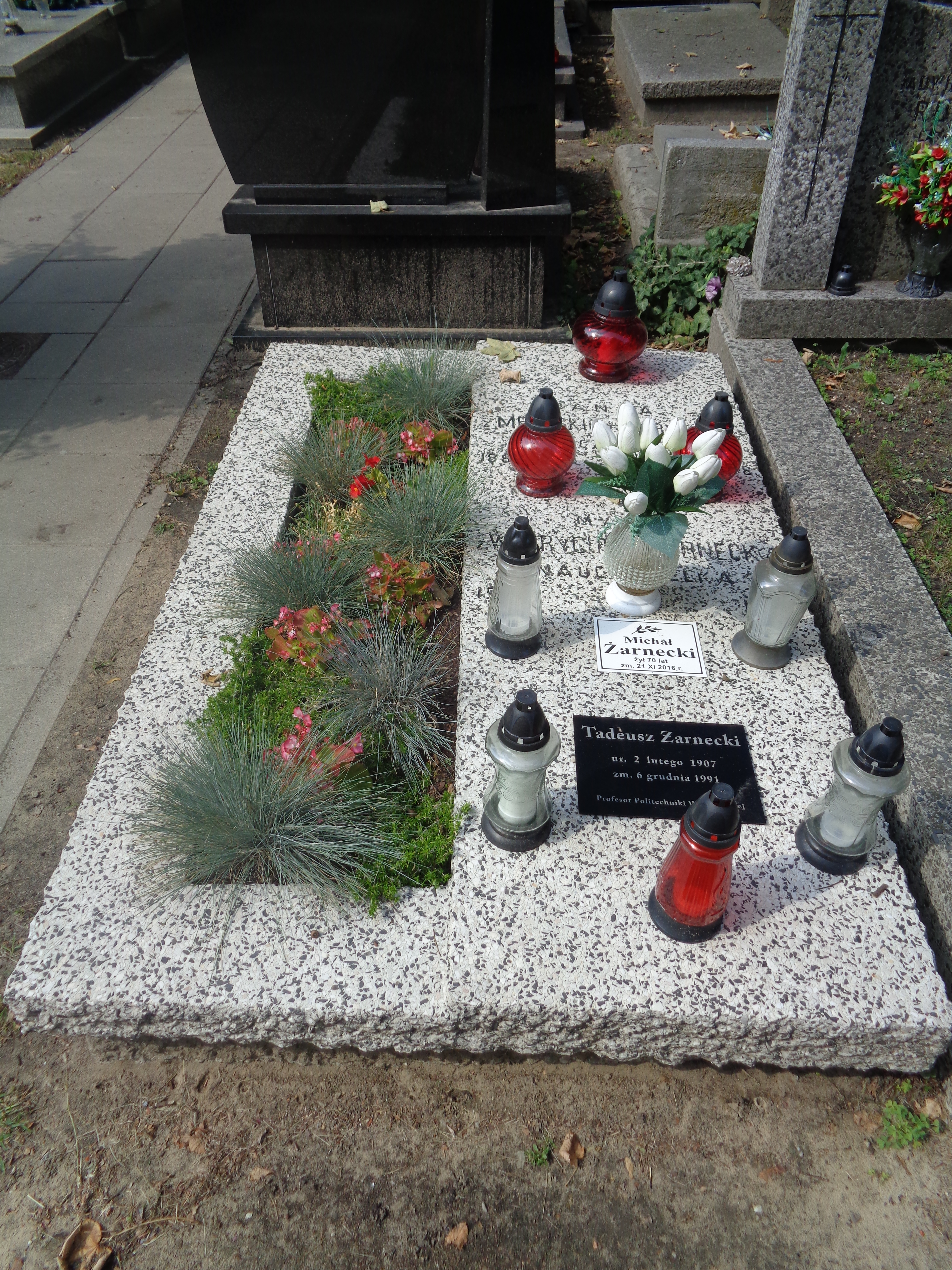
Grób Michała Żarneckiego na cmentarzu wojskowym na Powązkach

Michał Żarnecki (ur. 12 listopada 1946 w Warszawie, zm. 21 listopada 2016, tamże) – polski operator i reżyser dźwięku.

## Życiorys
Laureat Nagrody za dźwięk na Festiwalu Polskich Filmów Fabularnych w Gdyni oraz pięciokrotnie nominowany do Polskiej Nagrody Filmowej, Orzeł w kategorii najlepszy dźwięk. Profesor Wydziału Reżyserii Dźwięku Uniwersytetu Muzycznego Fryderyka Chopina w Warszawie. Członek Polskiej Akademii Filmowej. 
Był synem profesora Tadeusza Żarneckiego i bratem aktora Andrzeja Żarneckiego.
Pochowany na cmentarzu komunalnym na Powązkach (kwatera A, rząd 9, grób 1)

## Filmografia
dźwięk do filmów:
- Blizna (1976)
- Amator (1979)
- Miś (1980)
- Przypadek (1981)
- Bez końca (1984)
- Ajlawju (1999)
- To ja, złodziej (2000)
- Pręgi (2004)
- Z odzysku (2005)
- Południe-Północ (2006)
- Hania (2007)
- Piąta pora roku (2012)
- Syberiada polska (2013)

## Nagrody i nominacje
- 2004 – Nagroda za dźwięk w filmie Pręgi na Festiwalu Polskich Filmów Fabularnych w Gdyni
- 2005 – nominacja do Polskiej Nagrody Filmowej, Orzeł za dźwięk w filmie Pręgi
- 2008 – nominacja do Polskiej Nagrody Filmowej, Orzeł za dźwięk w filmie Hania
- 2008 – nominacja do Polskiej Nagrody Filmowej, Orzeł za dźwięk w filmie Południe-Północ
- 2013 – nominacja do Polskiej Nagrody Filmowej, Orzeł za dźwięk w filmie Piąta pora roku
- 2014 – nominacja do Polskiej Nagrody Filmowej, Orzeł za dźwięk w filmie Syberiada polska